# Web Slingers: A Spider-Man Adventure
Web Slingers: A Spider-Man Adventure en Californie et Spider-Man W.E.B. Adventure à Paris est le nom de plusieurs attractions Disney. Ces parcours scéniques interactifs se situent à Disney California Adventure,, à Anaheim, en Californie et au parc Walt Disney Studios à Marne-la-Vallée dans les zones thématiques Avengers Campus. Son thème est celui du super-héros Spider-Man.

## L'attraction
L'attraction est un mélange de décors physiques et d'environnements virtuels.
L'attraction propose une journées porte ouvertes dans les locaux de la W.E.B. (Worldwide Engineering Brigade), entreprise créée par Tony Stark, où certaines de leurs nouvelles créations sont exposées. Parmi ces inventions le public trouve des Spider-Bots. Il s'agit d'araignées robotiques conçues pour construire tout ce dont un super-héros pourrait avoir besoin. Cependant quelque chose va se détraquer, les Spider-Bots vont alors se déchaîner et se répliquer à un rythme alarmant. La journée portes ouvertes se transforme donc brusquement en mission, Spider-Man sollicite alors l'aide des visiteurs pour les attraper. Dans cette attraction les passagers portent des lunettes 3D et étirent leurs mains pour lancer des toiles d'araignées tout comme Spider-Man, grâce à une technologie qui détecte les mouvements. L'objectif de cette attraction est de toucher un maximum de cibles présentes sur les Spider-Bots, en sachant qu'elles ont des valeurs de points différentes suivant leurs couleurs (bleu, vert et or). Un tableau d'affichage public permet aux équipes de connaître les meilleurs scores journaliers, hebdomadaires et mensuels de l'attraction.
Quatre écrans représentant les scènes se succèdent : un hall de stockage Stark Industries, un sous-sol Pym Labs, un entrepôt Tivan et un hangar Quinjet. La progression des scènes est identique à l'attraction Toy Story Midway Mania.

## Parcours
Lorsque les passagers sont dans le véhicule, Spider-Man ouvre les portes du garage et leur apprend à lancer des toiles d'araignées et à capturer tous les Spider-Bots perdus alors qu'il scelle les sorties. Les Spider-Bots entrent ensuite par les tunnels et dans Pym Kitchen. L'un des Spider-Bots devient géant après avoir été exposé aux particules de Pym, mais Spider-Man parvient à l'attacher avec sa toile et à le lancer dans une zone testant la technologie extraterrestre.
Spider-Man et les passagers entrent ensuite dans la collection du collectionneur. En combattant les Spider-Bots, Spider-Man est capturé et placé dans l'une des vitrines du collectionneur, avant de parvenir à s'échapper et de perde connaissance.
Alors qu'ils s'approchent du hangar du Quinjet, l'intelligence artificielle Sharon informe les visiteurs que le Spider-Bot géant a survécu et brille maintenant en vert. Spider-Man remarque que les robots verts explosent lorsqu'ils sont touchés et pense qu'ils pourraient déclencher une réaction en chaîne s'ils se concentrent sur eux. Après avoir empêché les Spider-Bots de détourner le Quinjet, Spider-Man et les passagers coincent le Spider-Bot vert géant à l'arrière du hangar et le font exploser, ce qui entraîne la destruction du reste des Spider-Bots. Spider-Man et Sharon remercient les invités pour leur aide à la sortie.

## Distribution
- Tom Holland (VF : Hugo Brunswick[8]) : Spider-Man[1],[9]

## Les attractions

### Walt Disney Studios
L'attraction se situe sur l'espace occupé jusqu'en mars 2019 par Armageddon : Les Effets Spéciaux.
L'attraction a ouvert le 20 juillet 2022.
Cette attraction bénéficie du système Disney Premier Access

### Disney California Adventure
L'attraction se situe sur l'espace occupé jusqu'en mars 2018 par It's Tough to be a Bug!. Un plan de la zone est présenté sur le site wdwnt.com le 8 août 2019. Il était prévu que le land ouvre le 18 juillet 2020, la date d'ouverture est repoussée au 4 juin 2021 en raison de la pandémie de Covid-19,.